# Pagny-la-Blanche-Côte
Pagny-la-Blanche-Côte è un comune francese di 253 abitanti situato nel dipartimento della Mosa nella regione del Grand Est.

## Società

### Evoluzione demografica
Abitanti censiti